# Skała (miasto)
Skała – miasto w Polsce w województwie małopolskim, w powiecie krakowskim, siedziba gminy miejsko-wiejskiej Skała.
Położone 20 km na północ od Krakowa, należy do osad o bardzo długim i bogatym rodowodzie.
Według danych GUS z 1 stycznia 2024 r. miasto liczyło 3880 mieszkańców.
Miasto położone w końcu XVI wieku w powiecie proszowskim województwa krakowskiego było własnością klasztoru klarysek w Krakowie.

## Historia
Skała jest jednym z najstarszych miast Małopolski. W pisowni łacińskiej notowane było jako Scala lub Magna Schala, a nazwę swą wywodzi zapewne od skalistego wzniesienia nad malowniczą Doliną Prądnika.
Już w początkach XIII wieku był wymieniany gród piastowski, o który zacięte walki toczyli między sobą książęta piastowscy, pretendenci do tronu krakowskiego. W 1228 r. w pobliżu grodu odbyła się bitwa pod Skałą między wojskami namiestnika Krakowa, księcia Henryka Brodatego a siłami mazowieckimi pod wodzą księcia Konrada Mazowieckiego. Zmagania wygrały siły śląskie, zmuszając Mazowszan do odwrotu z marszu na Kraków.
Sama lokacja miasta nastąpiła 10 listopada 1267 roku. Jest zasługą klaryski Salomei, siostry księcia krakowskiego Bolesława Wstydliwego, która do pobliskiego Grodziska przeniosła klasztor z Zawichostu i wpłynęła na swego brata, aby ten bogato go uposażył w liczne nadania ziemskie. Same przygotowania do założenia miasta trwały kilka lat, a książę zezwolił na lokację na terenie książęcej wsi Stanków bądź Stawków (znany jest łaciński zapis Stankoy), na wzór Środy Śląskiej. Salomea Piastówna do roli zasadźcy wybrała Ditmara Wolka, byłego wójta i zasadźcę Krakowa.
Skała, miasto klasztorne, była położona na ważnym szlaku handlowym, biegnącym z Krakowa na Śląsk i dalej do Wielkopolski. Już w 1257 r. istniała w nim komora celna. Ludność zajmowała się głównie rolnictwem i rzemiosłem oraz rozwożeniem soli po kraju, za co miała się opłacać w Bochni jednym skojcem srebra od wozu. Od początku istnienia Skała była ważnym ośrodkiem handlowo-gospodarczym województwa krakowskiego. Nieliczne informacje źródłowe poświadczają istnienie w XIV wieku młynarstwa, nieco później browarnictwa (piwo skalskie w 1424 r. dowożono do Krakowa). Stopniowo rozwijało się rzemiosło: rzeźnictwo, szewstwo, kołodziejstwo, piekarnictwo, tkactwo. W latach 1445 oraz 1529 wzmiankowano o mierze zbożowej skalskiej, co należy wiązać z koncentrowaniem się w mieście handlu płodami rolnymi i bydłem. Pełniło ono zatem w okresie staropolskim rolę rynku lokalnego dla okolicznych wsi, a nadto stanowiło zaplecze handlowe dla Krakowa. Oprócz tradycji handlowych, ludność znana była z wyrobów kaszy tatarczanej i powideł. Z biegiem czasu dużą rolę poczęli odgrywać rzemieślnicy, grupujący się w cechach. Najbardziej znaczącymi byli szewcy, którzy w 1669 r. od króla Michała I oraz w 1687 r. od króla Jana III otrzymali stosowne statuty dla braci cechowych, a także rzeźnicy legitymujący się przywilejem nadanym przez króla Stanisława II Augusta w 1788 roku.
Skała kilkakrotnie ulegała pożarom m.in. w latach 1611, 1737, 1763, 1810, dwukrotnie w 1914 roku oraz we wrześniu 1939 roku. Dla podniesienia miasta z upadku król Stanisław II August potwierdził w 1786 r. dotychczasowe przywileje oraz wydał przywilej na pięć nowych jarmarków. Miasto zamieszkiwało w 1580 r. 218 mieszkańców, a w 1789 r. – 624, w tym 12 Żydów. Od XV w. istniała szkoła. W 1596 r. odnotowano w Skale 92 domów (17 w rynku, 45 przy ulicach, 30 na przedmieściach), natomiast w 1789 r. było ich już 118.
W 1794 r. po bitwie racławickiej Tadeusz Kościuszko rozkazał założyć obóz wojskowy, który miał za zadanie zabezpieczyć komunikację w północnej części województwa, między Krakowem a granicą pruską. 18 maja 1794 roku doszło do bitwy z wojskami pruskimi, które przejściowo zajęły obóz i miasto. Po III rozbiorze Rzeczypospolitej Skała znalazła się na krótko pod panowaniem austriackim. Od 1809 r. należała do Księstwa Warszawskiego, po czym decyzją kongresu wiedeńskiego w 1815 roku włączono ją do Królestwa Polskiego, zależnego od Rosji.
Wiek XIX był okresem spadku znaczenia miasta. Oddzielenie Skały od Krakowa granicą państwową doprowadziło do zerwania wielowiekowych tradycji gospodarczo-handlowych między oboma miastami. Pozostając na uboczu nowych szlaków komunikacyjnych i dokonujących się przemian gospodarczo-społecznych, miasto, pomimo wzrostu liczby mieszkańców, nie rozwijało się – w XIX w. nie powstał żaden duży zakład przemysłowy.
W 1863 r. okolice Skały były ośrodkiem działalności i walk oddziałów powstańczych, początkowo Apolinarego Kurowskiego, który założył obóz wojskowy w pobliskim Ojcowie, a następnie gen. Mariana Langiewicza, którego oddział w nocy z 4 na 5 marca 1863 r. zaatakował stacjonujących na skalskim cmentarzu Rosjan. W Bitwie pod Skałą poległo 23 powstańców, wśród nich Ukrainiec, a zarazem oficer rosyjski kpt. Andrzej Potebnia. Wszyscy zostali pochowani na cmentarzu, a 1953 r. ich doczesne szczątki zostały z honorami przeniesione do Pieskowej Skały i tam złożone w symbolicznej mogile.
Wskutek reformy administracyjnej w Królestwie Polskim w 1870 r., Skała utraciła prawa miejskie, a siedziba gminy przeniesiona została do pobliskiej wsi Minoga.
Na przełomie XIX i XX wieku liczyła 2823 mieszkańców, z czego 87,6% stanowili katolicy, 12% Żydzi, a niecałe 0,5% Rosjanie. W tym czasie zaczynały się pojawiać w osadzie liczne instytucje i organizacje o charakterze społecznym. Były to m.in. ochronki i towarzystwa opiekuńcze, stacja pocztowa, apteka, księgarnia, ochotnicza straż pożarna, szkoły, biblioteka, towarzystwo kredytowe. Od ok. 1885 r. istniała Orkiestra Włościańska. W okresie I wojny światowej, a w szczególności w listopadzie i w grudniu 1914 r., w okolicach Skały toczyły się zacięte walki na froncie rosyjsko–austriackim, czego dowodem są liczne mogiły żołnierskie rozsiane wzdłuż dróg i na cmentarzach parafialnych.
W czasach II Rzeczypospolitej Skała pozostawała osadą rzemieślniczo-rolniczo-handlową, liczącą 3593 mieszkańców, w tym 605 Żydów (16,8%), zamieszkujących w 469 domach (1921 r.). W tym czasie funkcjonowały: sąd pokoju, kasa Stefczyka, towarzystwo przeciwgruźlicze, poczta, posterunek policji. Prowadziły również działalność partie polityczne: Stronnictwo Narodowe, BBWR, PPS i ludowcy. Istniało ponadto koło Związku Strzeleckiego, a w szkole powszechnej założono harcerstwo.
6 września 1939 roku Skała została zajęta przez wojska niemieckie, a następnie w znacznym stopniu spalona. Podczas okupacji Skała była ośrodkiem ruchu oporu, głównie Armii Krajowej i Batalionów Chłopskich. Boje z Niemcami stoczyły oddziały AK w lipcu i sierpniu 1944 r. pod Wielmożą i na Barbarce.
W latach 1975–1998 miasto leżało w woj. krakowskim.
W 1987 roku uchwałą Rady Państwa PRL Skała ponownie stała się miastem.
Miasto zachowało po dziś dzień układ przestrzenny otrzymany w średniowieczu, który wyraźnie wykazuje miejski charakter z czytelnie zachowanym podziałem w obszarze centrum i dużym rynkiem pośrodku, na którym znajduje się pochodzący z ok. 1800 r. kamienny posąg św. Floriana. Zachowało się kilka budynków z poł. XIX w. Obecnie miasto jest siedzibą gminy, działają drobne zakłady usługowo-handlowe.

## Demografia

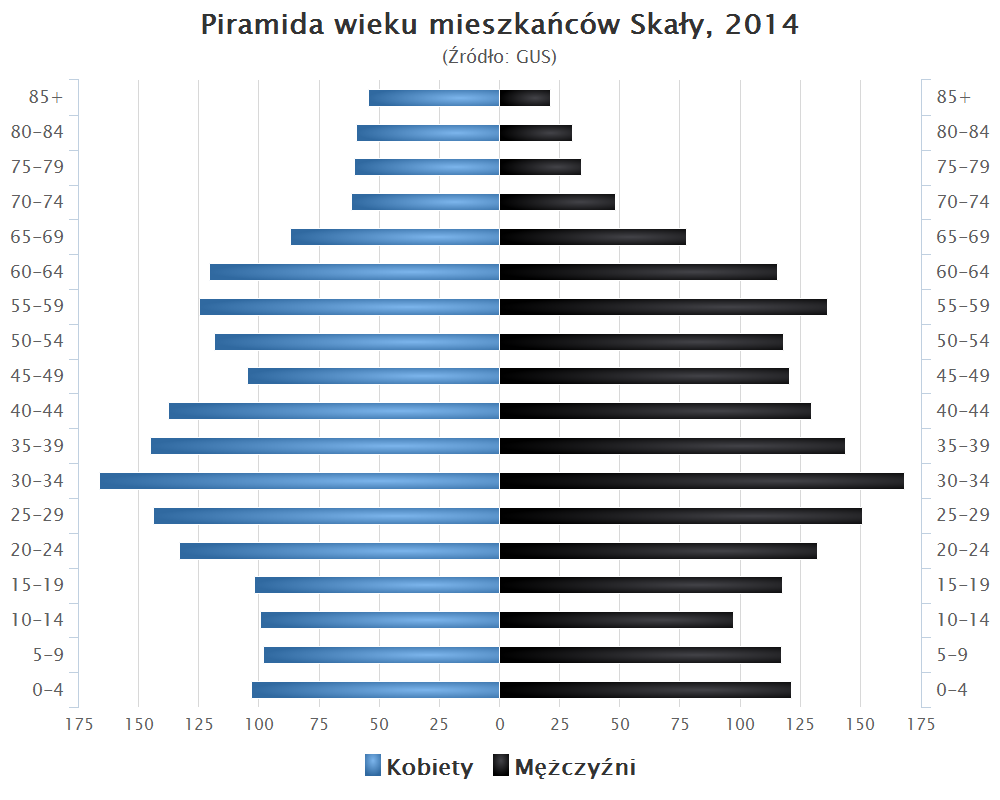
Piramida wieku mieszkańców Skały w 2014 roku

## Zabytki
Obiekty wpisane do rejestru zabytków nieruchomych województwa małopolskiego.

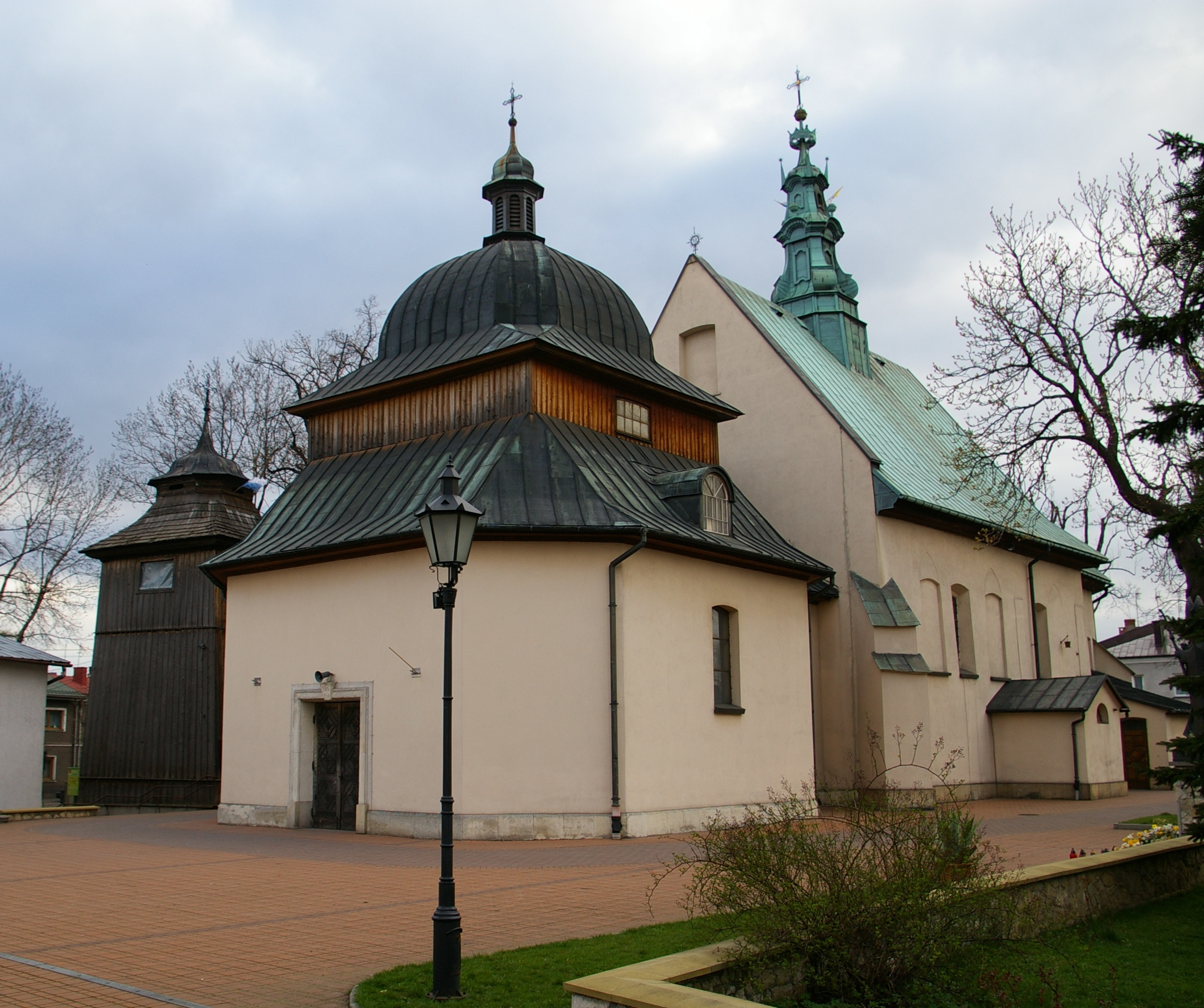
Kościół św. Mikołaja

- Kościół parafialny pw. św. Mikołaja, dzwonnica, drzewostan;
- dom ul. Wolbromska 15.

## Inne zabytki
- Rynek z posągiem św. Floriana z 1800 roku.

## Oświata
Placówki Oświatowe w mieście:
- Przedszkola:
  - Przedszkole Samorządowe im. Hanny Zdzitowieckiej przy ul. Topolowej,
  - Przedszkole Niepubliczne „Poziomka” przy ul. Bohaterów Września,
- Szkoły Podstawowe:
  - Szkoła Podstawowa Nr 1 im. Władysława Łokietka przy ul. Topolowej,
  - Szkoła Podstawowa Nr 2 im. Błogosławionej Salomei (dawne Gimnazjum Nr 1 z oddziałami integracyjnymi i sportowymi) przy ul. ks. Stanisława Połetka,
- Szkoły Średnie:
  - Zespół Szkół i Placówek Oświatowych im. Władysława Łokietka przy ul. ks. Stanisława Połetka z całorocznym Schroniskiem PTSM[6].
    - Liceum Ogólnokształcące
    - Technikum
    - Szkoła Branżowa Stopnia I (Dawna Zasadnicza Szkoła Zawodowa)
- Poradnia Psychologiczno-Pedagogiczna
  - Specjalistyczna Poradnia Psychologiczno-Pedagogiczna Powiatu Krakowskiego – filia w Skale

## Transport
- 773 Droga wojewódzka nr 773: Sieniczno – Skała – Wesoła
- 794 Droga wojewódzka nr 794: Kraków – Wolbrom – Koniecpol

## Religia
- Kościół rzymskokatolicki:
  - Parafia św. Mikołaja[7]

## Sport
- piłka nożna – Miejski Klub Sportowy Skała 2004[8][9]
- futsal – Międzygminna Liga Futsalu w Skale, zrzeszająca ok. 20 drużyn grających w dwóch grupach (ligach)[10]

## Media
- Kronika Miasta i Gminy Skała - kwartalnik wydawany przez Urząd Miejski[11].

## Honorowi obywatele miasta Skała
- Jan Paweł II – na początku kwietnia 1999 roku delegacja skalan pojechała do Watykanu, gdzie wręczyli papieżowi akt Honorowego Obywatelstwa Miasta[12].
- Teofil Puchalski – mieszkaniec Skały, urodzony 16 kwietnia 1917 roku (zm. 1992) w Smardzowicach gmina Skała, nauczyciel Liceum Ogólnokształcącego w Skale, odznaczony Złotym Krzyżem Zasługi, Krzyżem Zasługi Monte Cassino(Bitwa o Monte Cassino), Krzyżem Kawalerskim Orderu Odrodzenia Polski. Uchwała Nr III/17/18 Rady Miejskiej w Skale z dnia 28 grudnia 2018 r.
- Mieczysław Herod urodzony 20 lutego 1918 roku w Rzeplinie kawaler orderu Virtuti Militari, bohaterowi wojny obronnej w 1939 r., żołnierzowi spod Tobruku (Bitwa o Tobruk)  i Monte Cassino (Bitwa o Monte Cassino). Uchwała Nr III/16/18 Rady Miejskiej w Skale z dnia 28 grudnia 2018 r.

## Miasta Partnerskie
- Skała Podolska[13]